# Ariola
Ariola Records (також відома як Ariola, Ariola-Eurodisc) — німецький лейбл звукозапису.

## Історія
Лейбл був заснований в 1958 році. У 1980-х роках Ariola заснувала філіал для розробки комп'ютерних програм і відеоігор Ariolasoft. З кінця 1980-х належить Bertelsmann Music Group, як його частина Ariola увійшла в Sony Music Entertainment.